# Рогож (Нижньосілезьке воєводство)
Рогож (пол. Rogoż) — село в Польщі, у гміні Вішня-Мала Тшебницького повіту Нижньосілезького воєводства.
Населення — 324 особи (2011).
У 1975-1998 роках село належало до Вроцлавського воєводства.

## Демографія
Демографічна структура станом на 31 березня 2011 року:
|          | Загалом | Допрацездатний вік | Працездатний вік | Постпрацездатний вік |
| -------- | ------- | ------------------ | ---------------- | -------------------- |
| Чоловіки | 160     | 30                 | 120              | 10                   |
| Жінки    | 164     | 34                 | 105              | 25                   |
| Разом    | 324     | 64                 | 225              | 35                   |